# Останнє прохання старого лірника
«Останнє прохання сліпого лірника» або «Переведіть мене через Майдан» — вірш українського поета Віталія Коротича. Вірш був перекладений російською мовою Юнною Моріц і став широко відомим в СРСР у виконанні Тетяни та Сергія Нікітіних.

## Історія написання
Вірш написаний Віталієм Коротичем у 1971 році, після трагічної загибелі сина Андрія. Увійшов до збірки «Гідність» і отримав схвальну оцінку критиків.
Вірш починається з рядка «Переведіть мене через майдан…», який звучить рефреном протягом усього твору, посилюючись від строфи до строфи. Герой вірша — сліпий старий лірник просить перевести його через майдан «де все святкують, б’ються і воюють», де він був «дужим і нікчемним», де плаче жінка, яка народила йому сина, який сьогодні сам співає на площі. Пройшовши повз кохану жінку, яку він покинув, коли став немічним, він навіть не впізнає її. Він хоче пройти майдан і померти. Письменниця Ольга Чигиринська відзначає, що майдан — це сільська площа, як мінімум з одного боку обмежена не будинками, а полем:

Лірник хоче померти на полі, в тиші, де бджоли «в гречці стогнуть глухо» — але він сліпий і не знає, що поки він був незрячим, містечко виросло в місто, поле забудували, і йому нікуди йти. Ось у чому трагізм кінцівки — раніше лірник міг піти у поле, в тишу, а тепер йому нікуди йти навіть щоб померти, і немає нікого, хто відгукнувся б на його прохання — він йде через площу один, і люди навколо навіть не помічають сліпого.

## Переклад російською мовою
Вірш був перекладений російською мовою Юнною Моріц. Порівнюючи оригінал та переклад багато дослідників відзначають втрату первинного змісту вірша при перекладі. Вже перший рядок «Переведіть мене через майдан…», в якому сліпий лірник звертається до загалу, в російському перекладі звучить «Переведи меня через майдан…» із звертанням до конкретного адресата, до поводиря або читача.
При перекладі також змінюється зміст завершальних рядків вірша. «Майдану тлумне тло» приймає лірника в себе і розчиняє. У російському перекладі, на думку Ольги Чигиринської, з'являється «майдану океан», зникає ще один смисловий пласт і лірник залишився чужорідним тілом.

Майдану тлумне тло
Взяло його у себе і вело ще, Коли він впав у центрі тої площі, А поля за майданом не було.

## Текст
```
Переведіть мене через майдан,
Туди, де бджоли в гречці стогнуть глухо,
Де тиша набивається у вуха.
Переведіть мене через майдан.
```

```
Переведіть мене через майдан,
Де все святкують, б'ються і воюють,
Де часом і себе й мене не чують.
Переведіть мене через майдан.
```

```
Переведіть мене через майдан,
Де я співав усіх пісень, що знаю.
Я в тишу увійду і там сконаю.
Переведіть мене через майдан.
```

```
Переведіть мене через майдан,
Де жінка плаче, та, що був я з нею.
Мину її і навіть не пізнаю.
Переведіть мене через майдан.
```

```
Переведіть мене через майдан
З жалями й незабутою любов'ю.
Там дужим був і там нікчемним був я.
Переведіть мене через майдан.
```

```
Переведіть мене через майдан,
Де на тополях виснуть хмари п'яні.
Мій син тепер співає на майдані.
Переведіть мене через майдан.
```

```
Переведіть…
           Майдану тлумне тло
Взяло його у себе і вело ще,
Коли він впав у центрі тої площі,
А поля за майданом не було.
```

## В культурі
- Режисер М.Мамедов зняв на кіностудії «Контакт» фільм «Переведи мене через майдан», головним героєм якого є інвалід від народження, вихованець Цюрупинського дитячого будинку-інтернату Олексій Журавко. Ще навчаючись в інтернаті, він зміг заробити стартовий капітал і ставши на ноги після його закінчення, почав виплачувати податки, оформлюючи це документально рідному інтернату.[7]
- Команда КВК Дніпропетровського державного університету створила дві пародії на пісню, «Переведи меня на хозрасчёт» (1986)[8] та «Переведи меня через Майдан» (2005, в пісні йдеться про Майдан Помаранчевої революції)[9].
- Юнна Моріц, авторка російського перекладу пісні, в своєму вірші «И более того…» (2014) використовує алюзію на пісню, щоб засудити український Євромайдан[10].